# Mara Bouneva
 (décembre 2024).
Si vous disposez d'ouvrages ou d'articles de référence ou si vous connaissez des sites web de qualité traitant du thème abordé ici, merci de compléter l'article en donnant les références utiles à sa vérifiabilité et en les liant à la section « Notes et références ».
Mara Bouneva (en bulgare : Мара Бунева), née à Tetovo (Empire ottoman) en 1902 et morte le 14 janvier 1928 à Skopje (Royaume des Serbes, Croates et Slovènes) est une révolutionnaire bulgare.
Membre de l'IMRO[Quoi ?], elle s'impliqua dans la lutte contre l'occupation de la Macédoine du Vardar par lе royaume des Serbes, Croates et Slovènes.
Mara Bouneva se suicida, le 14 janvier 1928, après avoir assassiné le scientifique et représentant officiel serbe Vladimir Prelić, qui était connu pour avoir fait arrêter et pour avoir torturé des étudiants de Macédoine du Vardar du fait de leur conscience nationale bulgare. Cet acte marqua la résistance locale à la politique serbe d'assimilation forcée.